# Oreogeton heterogamus
Oreogeton heterogamus är en tvåvingeart som beskrevs av Axel Leonard Melander 1927. Oreogeton heterogamus ingår i släktet Oreogeton och familjen Oreogetonidae.
Artens utbredningsområde är Oregon. Inga underarter finns listade i Catalogue of Life.